# 洛克比
洛克比（Lockerbie）是英国苏格兰西南部鄧弗里斯-加洛韋地区的一个镇。它离格拉斯哥约75英里、离苏格兰边境约20英里（32千米）。根据2001年人口普查它有4009名居民。
洛克比交通发达，它紧靠A74(M)高速公路，它的一座火车站坐落于从格拉斯哥去伦敦的西海岸干线上。洛克比的市政大厦是镇上最雄伟的建筑，使用当地的红色砂岩建成，是典型的苏格兰风味建筑。大厦前有一座纪念第二次世界大战的纪念碑，上有一铜塑天使像，下有白色铭文的基座。
在历史上洛克比是一个牛羊市场。它位于英格兰和苏格兰的边境上，因此与英格兰的牛贸易长期是其经济主要来源。今天镇上还拍卖羊。

## 空难
1988年12月21日泛美航空103號班機受恐怖攻击在洛克比坠落。飞机的机翼和油箱坠落爆炸摧毁了数幢建筑，杀死地面上十一名市民，并形成了一个大坑。附近的许多建筑也被碎片破坏。整个事故导致21个国家共270人丧生（259人在机上，11人在地面上）。

## 学院
洛克比学院是镇内的公办高校。洛克比空难发生后它成为救援指挥部。此后该学院与在空难中损失了35名学生的雪城大學建立了协作关系。每年该校的两名本科生可以在进入大学前在雪城大學待一个学术年。2003年11月洛克比学院的校长获得了雪城大学校长的奖章。
在倫敦七七爆炸案中一名前洛克比学院学生海伦·琼斯被杀。学院设立了一份1000英镑的奖学金来纪念她。

## 德莱法斯戴尔旅社访问者中心
德莱法斯戴尔旅社访问者中心原来是一个目的工人的宿舍，2003年10月25日经过精心改修后开设，其目的在于成为一个满足居民和访问者需要的生动灵活的设施。
中心内有两个展览室和一个可以供来访者静心反省用的静室。一个永久性展览室使用十块图板展示洛克比从史前到1988年恐怖攻击后的历史。在不远的墓地上有以纪念园。

## 战俘营
在洛克比以南约2.4千米处有一战俘营遗址。第二次世界大战后这里曾经关押过450名乌克兰党卫军助手。他们建造的小教堂今天依然在使用，每两个月的第一个周日在里面举办乌克兰式神事。

## 话剧俱乐部
洛克比话剧俱乐部是第二次世界大战前当地教会的成员组织的，原名教会话剧俱乐部，在市政大厦内演出。1964年俱乐部买下了一座原学院的工场建筑，把它改建为小剧院。俱乐部每年上演两部剧，夏季有朗诵剧本。

## 溜冰场
洛克比学院对面的洛克比溜冰场是英国最老的室内溜冰场之一，它是1966年建造的。几乎所有周末可以在里面溜冰，但是从4月到9月关闭。

## 洛克比楼
洛克比楼是1814年一名伯爵建造的。有人怀疑王尔德与阿尔弗莱德·道格拉斯产生关系时曾在这里短暂待过。过去这个家族的人曾经拥有洛克比市内和周边的大多数资产和地面。它是用红砂石建造的，里面有40件寝室，周边有78公顷森林和园子，以及数座附属的建筑，比如门房、马圈等。